# Zajnát-hegyek
A Zajnát-hegyek egy igen változatos felszínű hegycsoport a Pilis hegység déli részén, közvetlenül a Budai-hegység határán, Pilisvörösvár, illetve Piliscsaba területén. Nevezik Kopárosnak is, a területen 1927-ben megkezdett, és a táj képét azóta is meghatározó kopárfásítás nyomán.

## Fekvése
A hegycsoport a Pilis hegységben, a hegylánc főtömegének középső részétől délre elhelyezkedő, attól elkülönülő hegytömbben található. Legmagasabb csúcsa a 395 méter magas Fehér-hegy, további magaslatai még a 369 méter magas Vörös-hegy és a 346 méter magas Kis-Széna-hegy. Néha hozzászámítják a hegycsoport keleti szélén magasodó pilisvörösvári Őr-hegyet és a Fehér-hegytől északra emelkedő, 351 méter magasságú Cseresznyés-hegyet is.
A Zajnát-hegyeknél a Pilis és a Budai-hegység majdnem összeér, a két hegységet elválasztó völgy itt, az ún. Kopár-hágónál éri el legmagasabb pontját. A hágópont a 10-es főút 23-as kilométere közelében található, a főúttal többé-kevésbé párhuzamosan haladó esztergomi vasútvonal ugyanezt a magasságot már egy alagúttal (kopár-hágói vasúti alagút) küzdi le. A 10-es úttól kevesebb mint 200 méterre emelkedő, 323 méteres – érdekes módon ugyancsak Vörös-hegy nevet viselő – magaslat, illetve a valamivel távolabb található, 368 méteres Kavics-hegy már a Budai-hegységhez tartoznak, mint annak legészakabbi fekvésű csúcsai.

## Nevének eredete
A Zajnát elnevezés eredete nem teljesen tisztázott, valószínűleg összefüggésben állhat azzal a családnévvel, amelyet a közelben – néhány kilométerrel délebbre – állt egykori Aynard várának elnevezése is megőrzött. Ezt erősíti az a tény is, hogy a vár feltételezett helye közelében, Perbál határában magasodó Nyerges-hegyet a helyiek szintén hívják Zajnát-hegynek is.
A Kopáros elnevezés szorosan összefügg a hegycsoport történetével: korábban ugyanis ezek a hegyek valóban kopárok voltak, mígnem az akkori tulajdonos József főherceg főerdésze, Dévényi Antal erdőmérnök 1927-ben, országosan is a legelsők között megkezdte a hegy újrafásítását (kopárfásítás). Ehhez hatalmas földmunkával teraszokat alakítottak ki – deszkákkal, facölöpökkel, vízelvezetőkkel és védművekkel biztosítva azokat az eróziótól –, majd fenyőket (főleg erdei-, kisebb részben feketefenyőket) telepítettek a soványka talaj megkötése érdekében.

## Turizmus

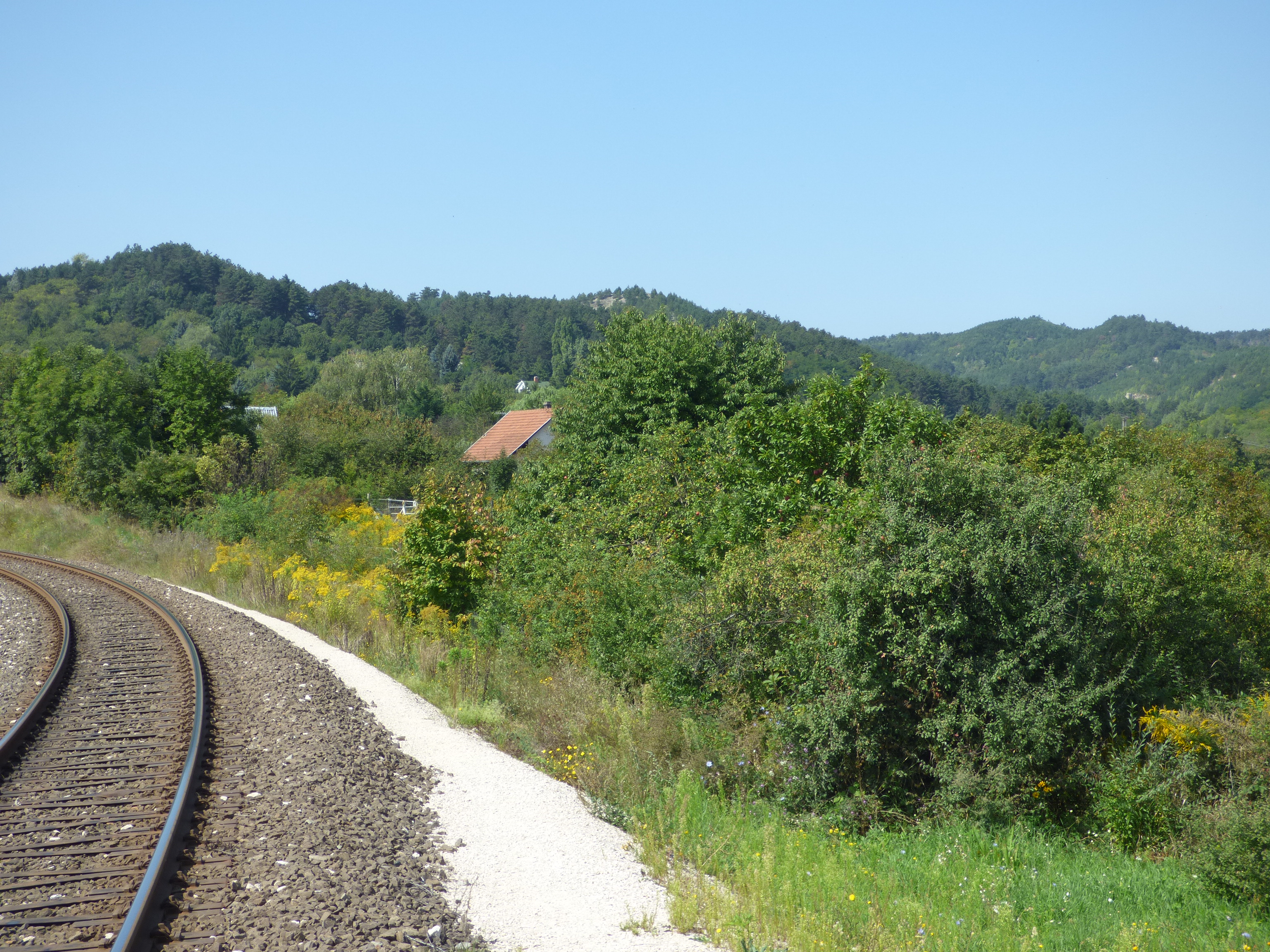
A Zajnát-hegyek északi része Szabadságliget megállóhely felől

A Zajnát-hegyek, elsősorban a 10-es úthoz közeli része népszerű kirándulóhely, kedveltségét változatos terepfelszíne és a magasabb pontokról nyíló igen tetszetős panoráma mellett nem kis részben a hegycsoport lábánál létesített vendéglő, a Kopár Csárda közelségének is köszönheti. A csúcsokról a környező hegyek mellett szép kilátás nyílik Piliscsaba, Pilisszántó és Pilisvörösvár, illetve a Solymári-völgy irányába is.
Jelzett turistautak közül egy piros és egy sárga jelzésű útvonal is érinti a Zajnát-hegyeket, valamint egy piros kör jelzés, amely a Kopár Csárda parkolójából indul és a Kopáros legszebb részein végigkanyarogva ugyanoda ér vissza. A Vörös-hegyen két kopjafa is található, a Gyula-pihenő a felirata szerint Zoltay Gyula (1925–1999), a Lóri-emlékhely pedig Sztojka Lóránt (1951–2007) emlékét őrzi, mindkettőt a Naplás természetjáró Szakosztály állította; a közelben bélyegzési lehetőség is van, a Piliscsabai Természetjáró Egyesület „Pilisi kilátások” jelvényszerző túramozgalmának bélyegzőhelyén.
A hegycsoport területén több érdekes formájú sziklaformáció is található, a jellegzetesebb sziklaalakzatok egyike például bizonyos szögből egy medve fejére hasonlít, egy másik, keletebbre magasodó szikla bástyára emlékeztet, de található itt olyan képződmény is, amely bizonyos szögből nézve emberi arcra emlékeztet, és olyan is, amely egy kitárt szárnyú ragadozómadárra hasonlít, ezért Sas-szikla vagy Vércse-szikla néven ismerik a túrázók. Ez utóbbinál szintén található egy emléktábla, amit az IBUSZ Természetjárók helyeztek itt el Ágoston Antal (1909–1999) emlékére.

## Gazdasági hasznosítása
A Zajnát-hegyekben régebben több helyen is folyt kőbányászat, ezek közül a Kopár Csárdától nyugatra található, a 10-es út legmagasabb pontja környékén észak felé kiágazó földútról elérhető bánya művelésével már az 1990-es évekre felhagytak. Nagy kiterjedésű, mintegy húsz hektáros alapterületű bánya található viszont jelenleg is a hegycsoport keleti felében, a Vörös-hegy tömbjének délkeleti és az Őr-hegy nyugati részén, ahol a triász kori porló dolomitot bányásszák, legfőképpen nemesvakolatok gyártása céljából. A bányát az 1970-1980-as években néhány évig saját keskeny nyomtávú iparvasút szolgálta ki.
A hegycsoportot egy kopár sáv is keresztülszeli, ami alatt a 2000-es évtized végén épített gázvezeték húzódik.

## Természetvédelem
A Zajnát-hegyeken eredetileg minden valószínűség szerint molyhos tölgyes, karsztbokorerdő jellegű erdőállományok lehettek a jellemző növénytársulások, melyek faállományának letermelése után a területet birkalegelőként hasznosították. Ennek folyományaként az amúgy sem vastag talajréteg nagyrészt lemosódott, így nagy területek váltak kopárrá. Ezt az állapotot volt hivatott megszüntetni a térségben több évtizeden át folytatott kopárfásítás, melynek következtében viszont az aljnövényzeti dolomitvegetáció is nagyrészt megsemmisült, csak a sziklakibúvások nem fásítható környezetében maradt fenn. A területen a védett növényfajok közül a kövér daravirág (Draba lasiocarpa), valamint a fokozottan
védett magyar gurgolya (Seseli leucospermum) és Szent István-szegfű (Dianthus plumarius ssp. regis-stephani) előfordulását mutatták ki.

## Képgaléria

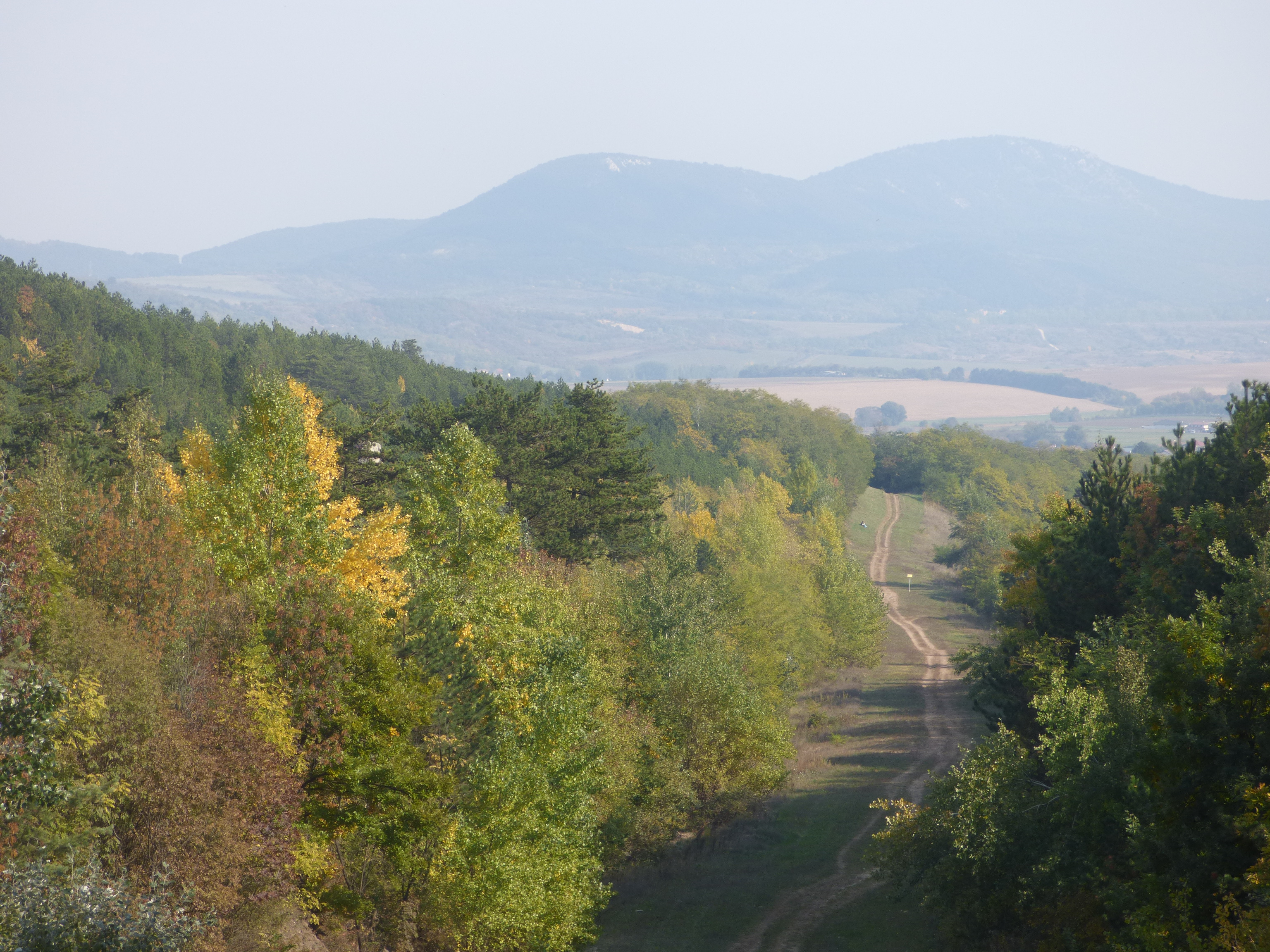
Kilátás a Zajnát-hegyekben húzódó sárga turistajelzésről, a Kevélyek irányában
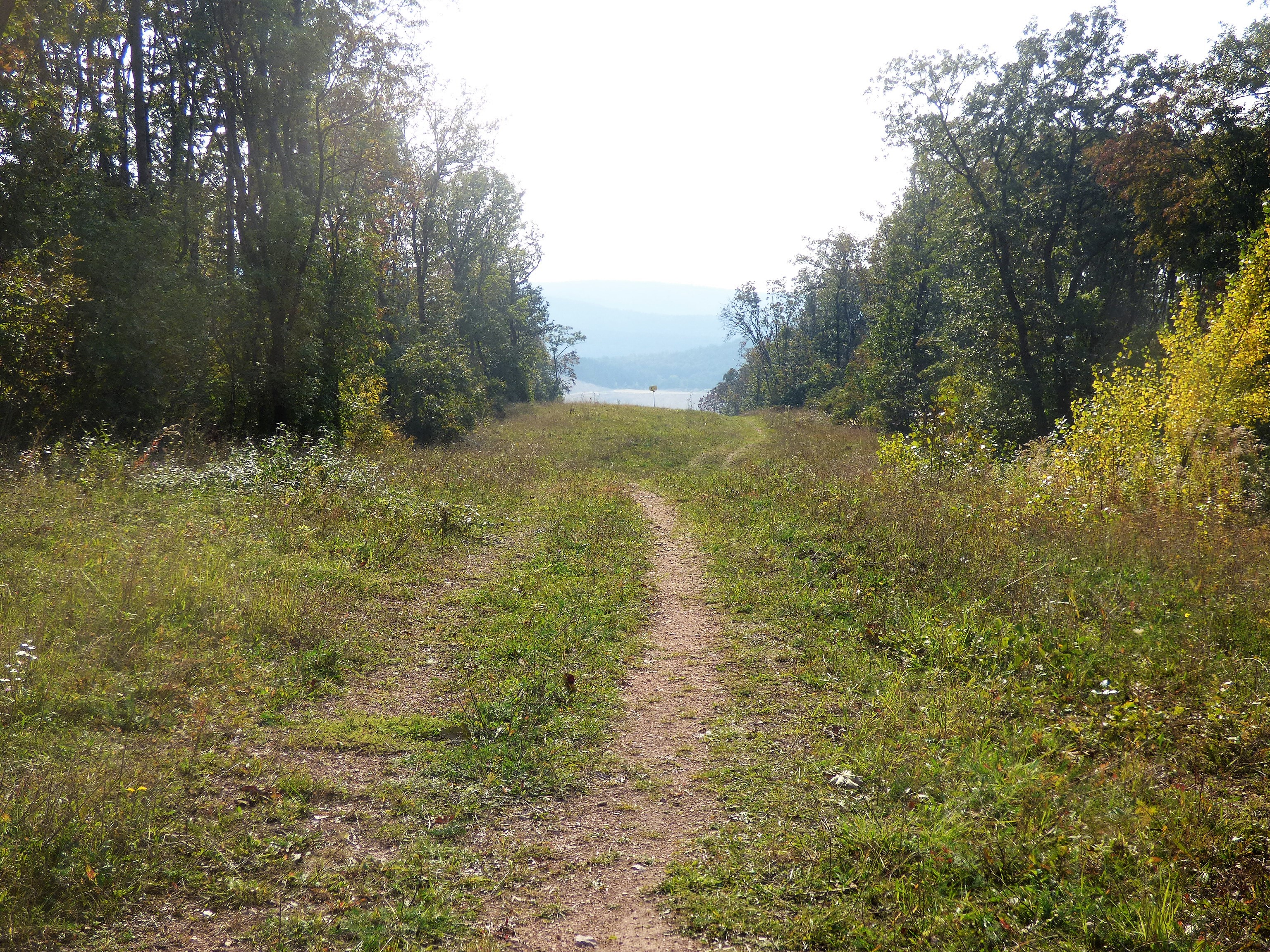
A Zajnát-hegyekben, gázvezeték fektetése céljából vágott nyiladék Piliscsaba felé
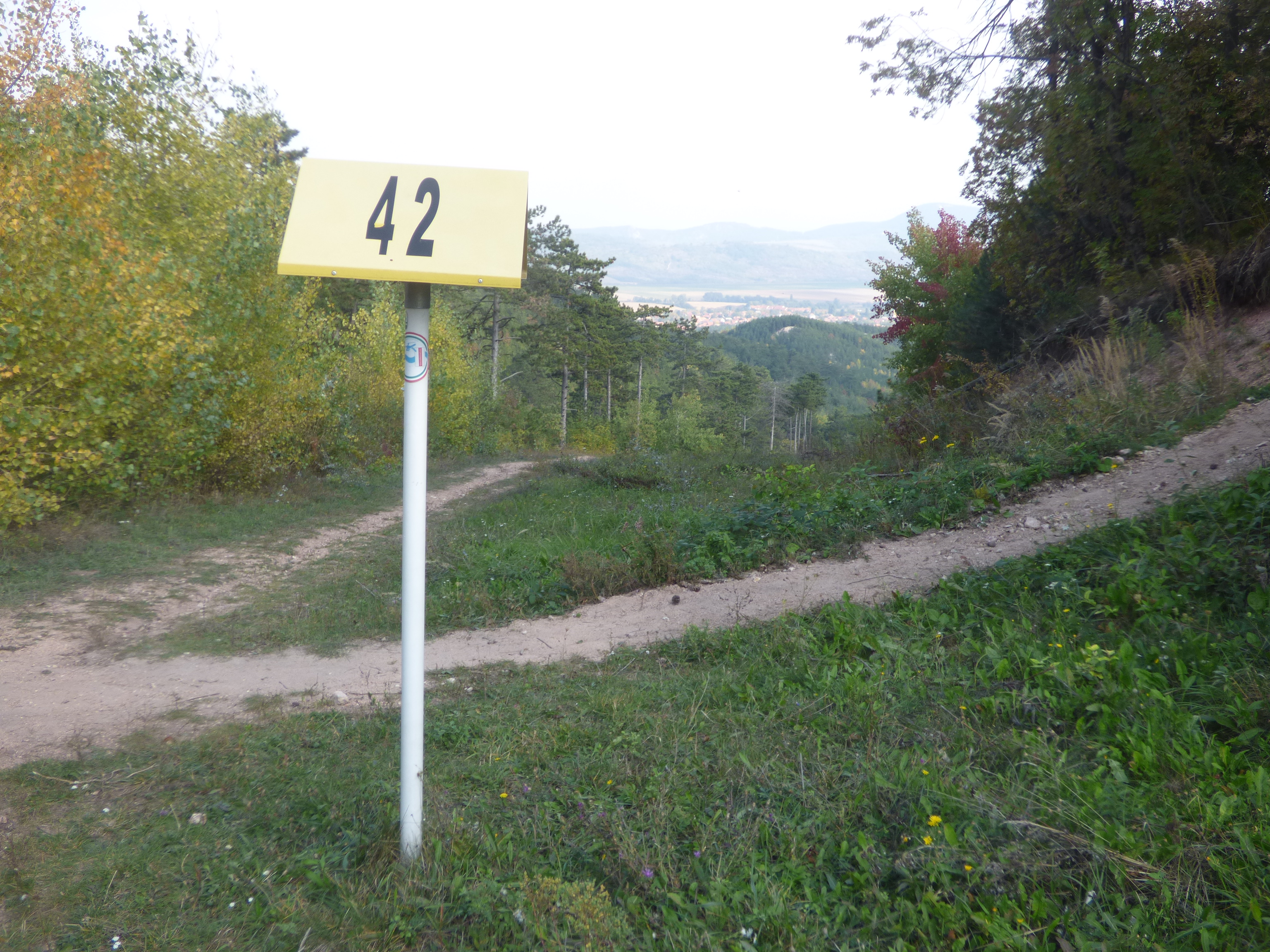
A sárga és a piros jelzés kereszteződése a Vörös-hegy csúcsának közelében, a gázvezeték egy jelzőtáblájával
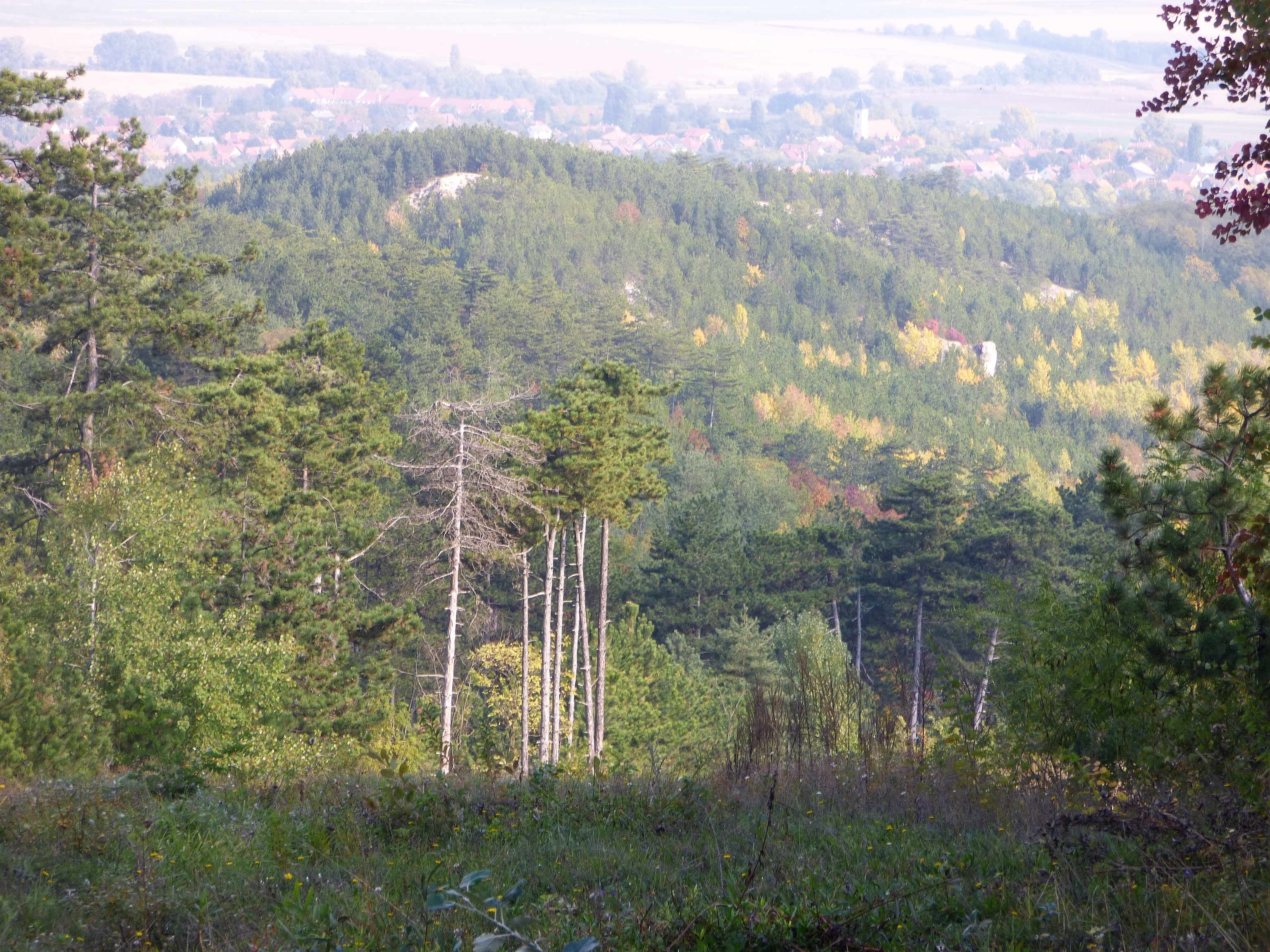
Kilátás a Zajnát-hegyekben húzódó sárga turistajelzésről, Karátsonyi-liget irányában
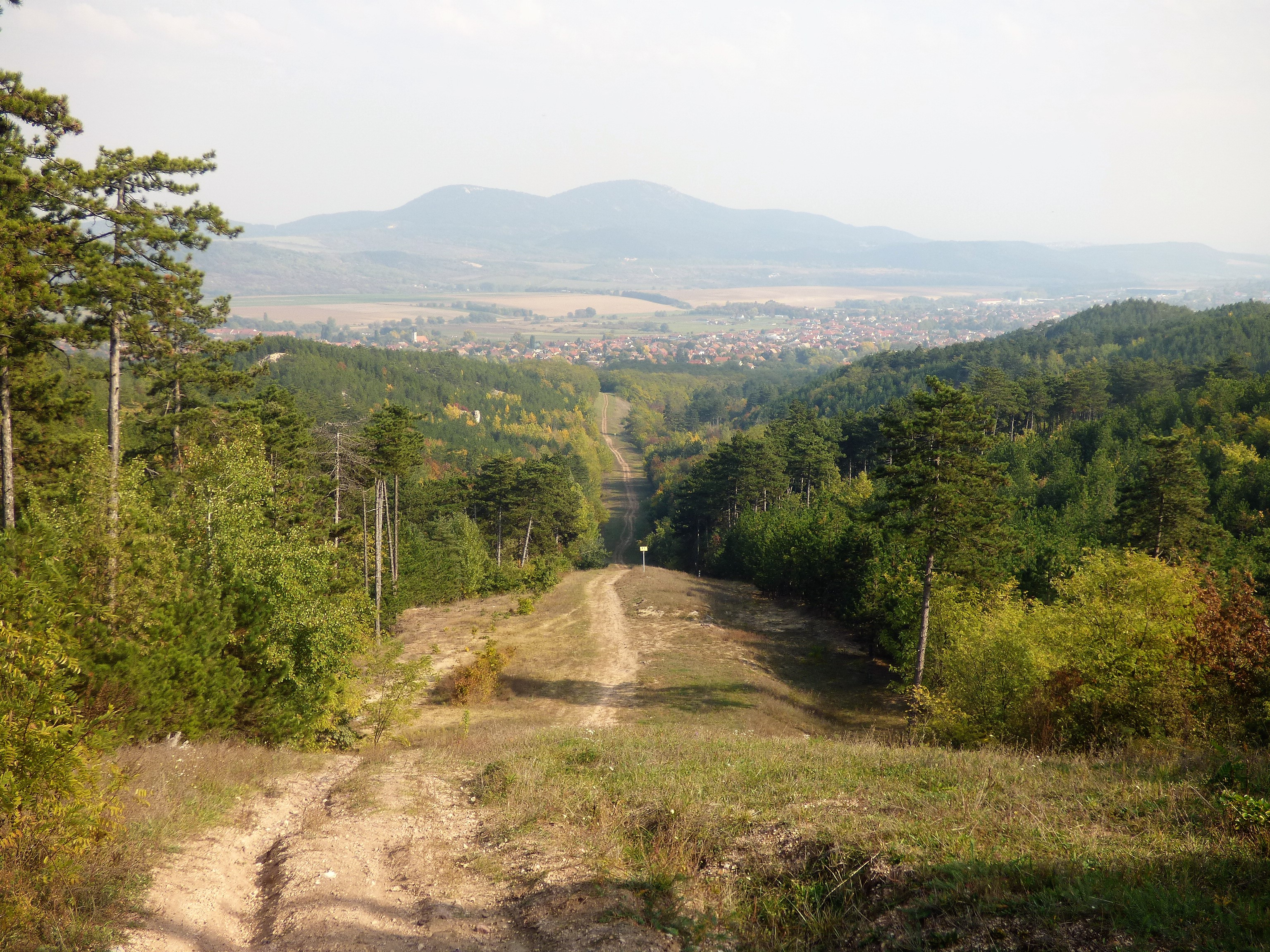
Kilátás a Zajnát-hegyekben húzódó sárga turistajelzésről, a Kevélyek irányában
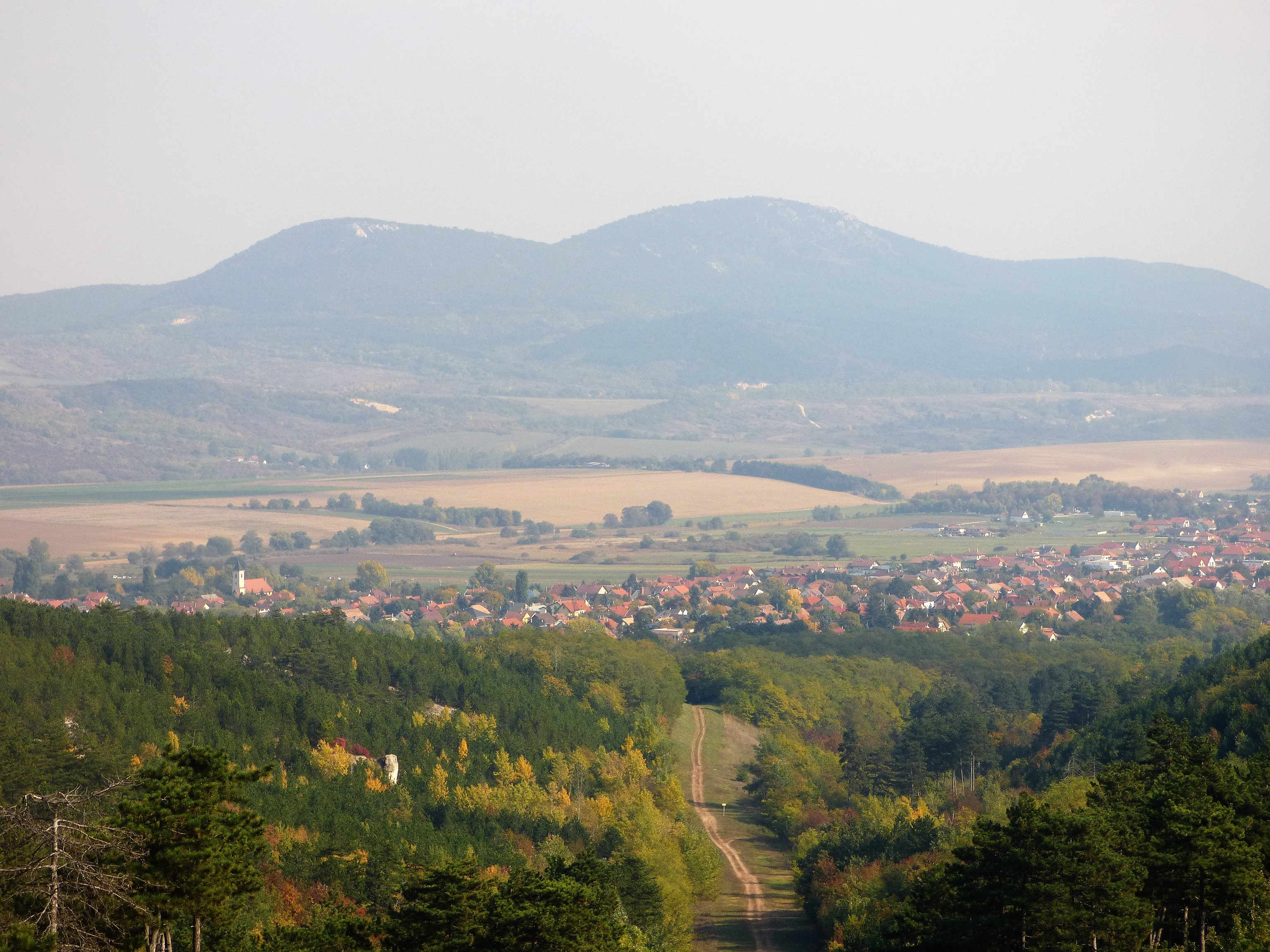
A Kevélyek, a Zajnát-hegyek felől nézve
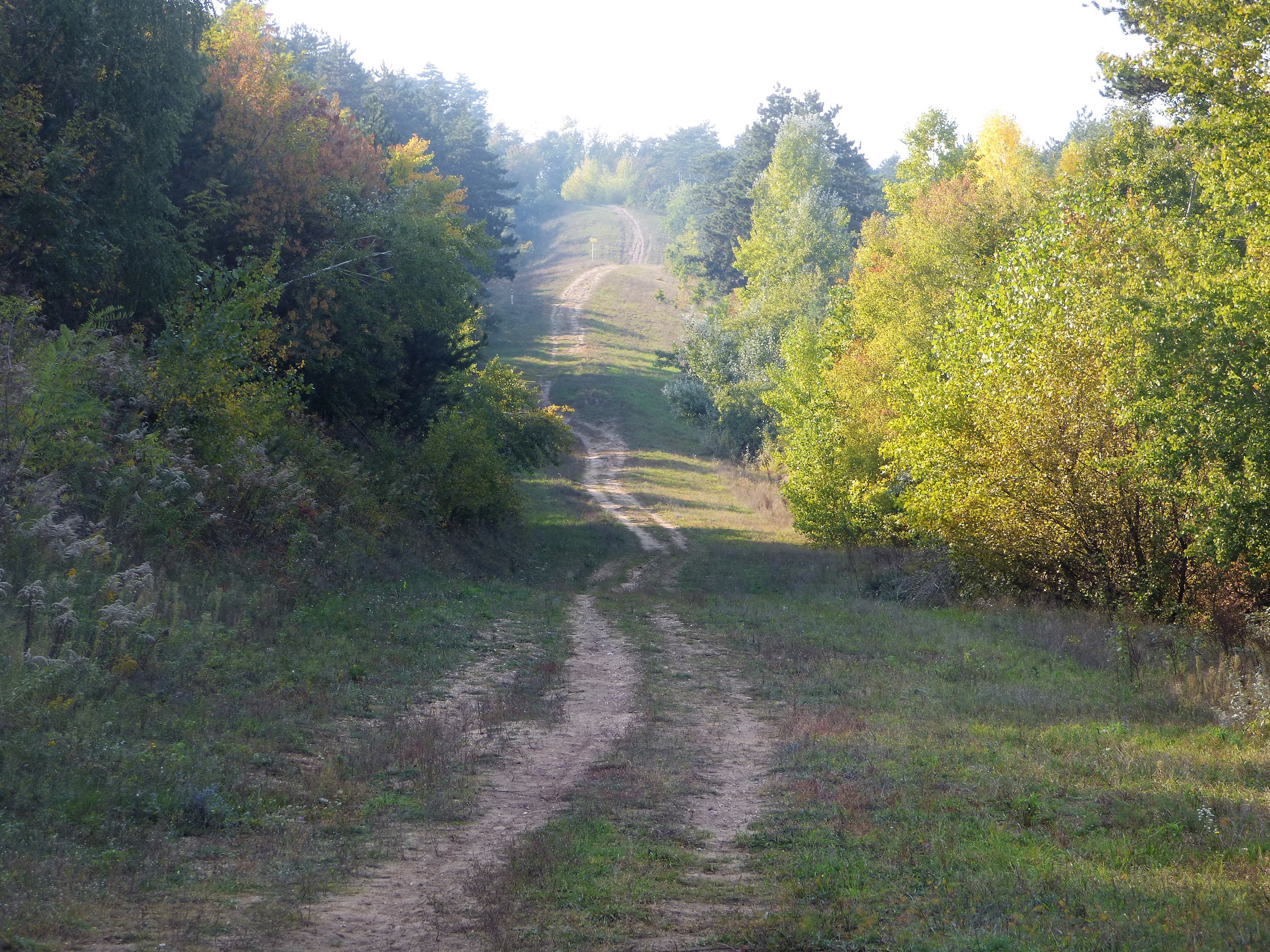
A sárga turistajelzés a gázvezeték fektetése miatt vágott nyiladékban halad a Vörös-hegy csúcsa felé
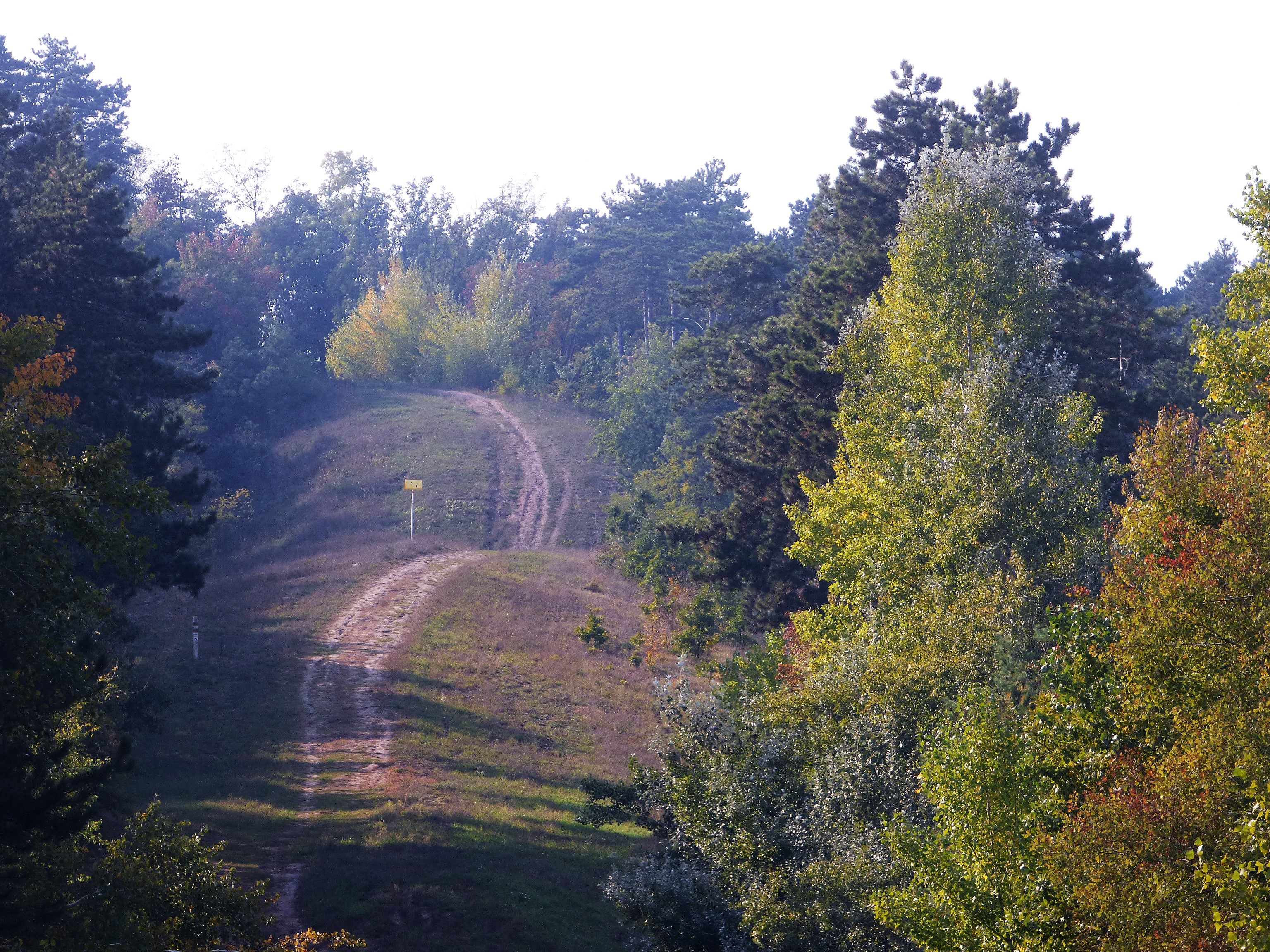
A sárga turistajelzés egy szakasza a Vörös-hegy csúcsa közelében